# Osada Baba
De Osada Baba (Nederlands: Nederzetting Baba) is een complex van 33 functionalistische woonhuizen gebouwd tussen 1931 en 1936 in de Tsjechische hoofdstad Praag in de wijk Dejvice. Het complex behoort tot de Nieuwe zakelijkheid in Europa (ook wel Werkbundwijken genoemd) en is een van de vijf complexen die in 2019 zijn opgenomen in de Europese Erfgoedlabellijst.